# Guégon
Guégon (bret. Gwegon) – miejscowość i gmina we Francji, w regionie Bretania, w departamencie Morbihan.
Według danych na rok 1990 gminę zamieszkiwały 2334 osoby, a gęstość zaludnienia wynosiła 44 osoby/km² (wśród 1269 gmin Bretanii Guégon plasuje się na 261. miejscu pod względem liczby ludności, natomiast pod względem powierzchni na miejscu 62.).